# Prix Rolex

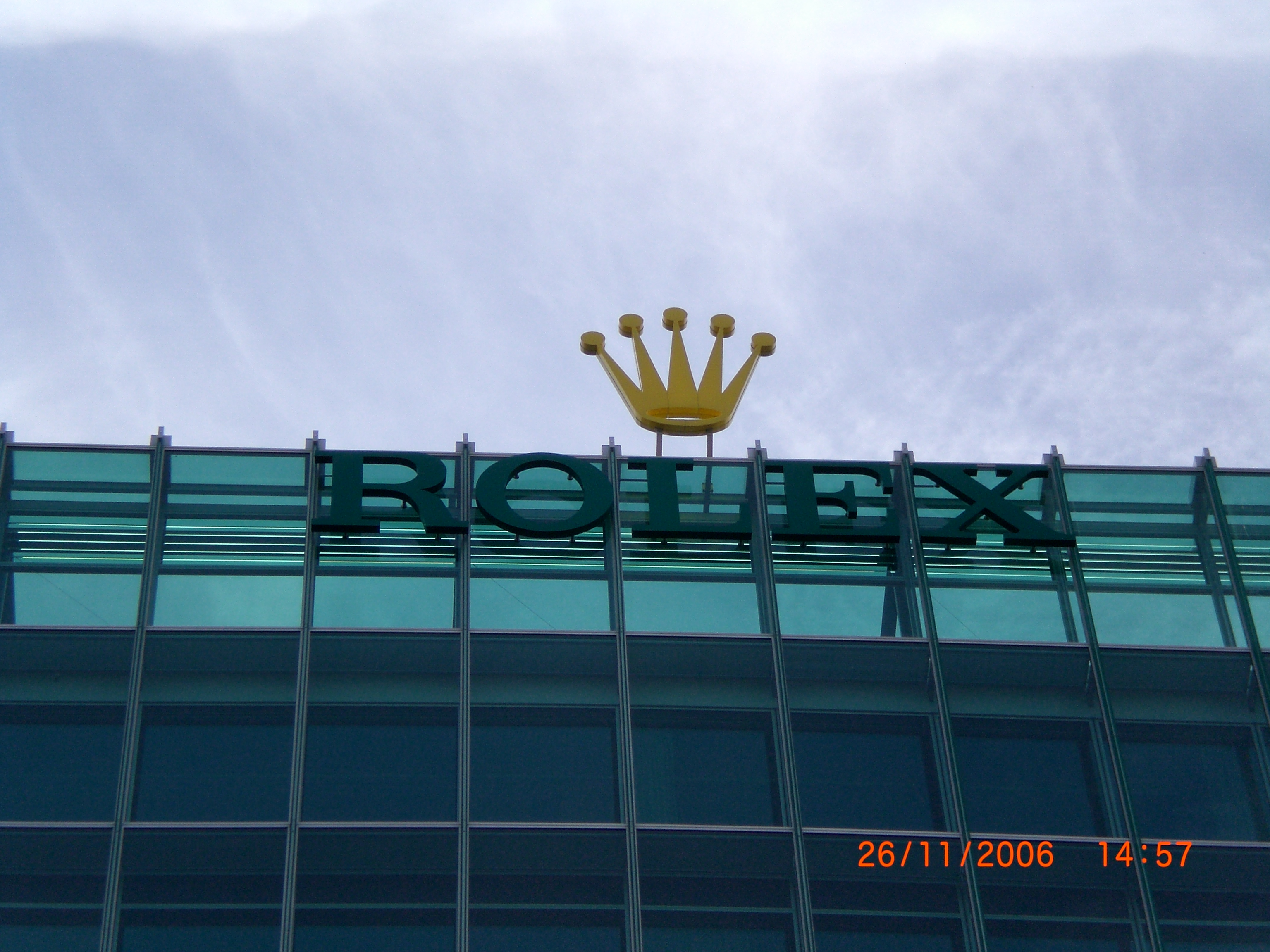
Immeuble de l'entreprise Rolex à Genève

Depuis 1976, par le prix Rolex (Rolex Awards for Enterprise), l'entreprise Rolex encourage des personnes qu'elle juge exceptionnelles pour avoir eu le courage et la conviction de relever des défis majeurs et bénéfiques. Les personnes ainsi mises en avant ont un esprit d'entreprise.

## Historique
Créé à l'occasion du 50e anniversaire de la Rolex Oyster, la première montre étanche, le Prix Rolex s'inscrit dans des valeurs jugées majeures par l'entreprise Rolex : la qualité, l'ingéniosité, la détermination et, par-dessus tout, l'esprit d'entreprendre. Il est attribué sans considération sur les nationalités et les parcours des personnes distinguées. Cinq axes sont privilégiés : les sciences et la santé, les techniques appliquées, l'exploration, l'environnement et le patrimoine culturel. Une aide financière est associée,,,.

## Les Jeunes Lauréats
En 2010, le Prix Rolex introduit un programme complémentaire pour de jeunes lauréats. L'objectif  est de favoriser l'innovation dans la prochaine génération en sélectionnant cinq jeunes personnes entreprenantes et en leur fournissant du financement et de la publicité pour leurs projets.

## Projets retenus

### 2016

#### Lauréats
- Andrew Bastawrous, Royaume-Uni. Transformer les soins oculaires en Afrique subsaharienne à l'aide d'un kit portable d'examen de la vue, utilisant un smartphone[2].
- Sonam Wangchuk, Ladakh. Aider les agriculteurs dans les zones montagneuses arides de l'Himalaya pour surmonter les pénuries d'eau en utilisant les eaux de fonte pour obtenir  des glaciers artificiels[2].
- Vreni Häussermann, Allemagne/Chili. Explorer les fjords  de la Patagonie chilienne, à distance en documentant la vie sous-marine[2].
- Kerstin Forsberg, Pérou. Protéger les raies géantes, menacées, en travaillant avec les communautés locales afin de promouvoir la sensibilisation et l'appréciation de ces doux géants[2].
- Conor Walsh, Irlande. Révolutionner la façon dont les patients du monde entier se remettent de traumatismes tels que les accidents vasculaires cérébraux et apprendre à marcher à nouveau, en associant des recherches sur les textiles, et  la robotique[2].

#### Jeunes Lauréats
- Joseph Cook, Royaume-Uni. Explorer et communiquer sur  la façon dont des micro-organismes de la glace polaire contribuent à façonner notre monde[2].
- Oscar Ekponimo, Nigeria. Réduire le gaspillage alimentaire par le biais d'une application qui gère la fin de la durée de vie, permettant à des produits alimentaires d'être vendus au rabais[2].
- Christine Keung, États-Unis. Permettre à des femmes du monde rural de s'attaquer à la pollution dans le nord-ouest de la Chine avec un système d'élimination des déchets toxiques[2].
- Junto Ohki, Japon. Améliorer la communication entre des personnes atteintes de surdité par l'utilisation d'un dictionnaire en ligne en crowdsourcing [2].
- Sarah Toumi, Tunisie. Lutter contre la désertification causée par le changement climatique et réduire la pauvreté chez les agriculteurs par le biais de reboisement[5].

### 2014

#### Jeunes Lauréats
- Neeti Kailas, Inde, de Développer un système permettant de réaliser le dépistage de perte d'audition parmi les nouveau-nés, avec peu de ressources[6].
- Olivier Nsengimana, Rwanda. Préserver la biodiversité du pays, pour certaines populations d'oiseaux[6].
- Francesco Sauro, Italie. Explorer d'anciennes grottes dans les montagnes entre le Venezuela et le Brésil, et  découvrir des  aspects méconnus de l'évolution de la planète[6].
- Arthur Zang, Cameroun, Aider à diagnostiquer les personnes souffrant de maladies cardiaques[6].
- Hosam Zowawi, Arabie Saoudite. Développer plus rapidement des tests de laboratoire sur les superbactéries et sur la résistance aux antibiotiques dans les États du Golfe à travers une campagne d'éducation[6].

### 2012

#### Lauréats
- Sergei Bereznuk, fédération de Russie. Protéger les derniers tigres en Russie, et en Extrême-Orient.
- Barbara Block, États-Unis. Suivre les prédateurs, tels que le thon, et protéger les océans.
- Erika Cuéllar, Bolivie. Former la population locale dans la région du Chaco en Amérique du Sud pour protéger la biodiversité de son environnement.
- Mark Kendall, Australie. Révolutionner les vaccinations  avec un dispositif sans aiguille ( nanopatch) pour sauver des vies[4].
- Aggrey Otieno, Kenya. Construire un centre de télémédecine dans un bidonville pour lutter contre  la mortalité infantile et des jeunes mères.

#### Jeunes Lauréats
- Karina Atkinson, Royaume-Uni. Favoriser la recherche et le tourisme responsable dans un  point chaud de biodiversité.
- Selene Biffi, Italie. Faire revivre le conte traditionnel en Afghanistan.
- Maritza Morales Casanova, Mexique. Construire un parc d'éducation à l'environnement dans le Yucatán.
- Sumit Dagar, Inde. Développer un braille sur smartphone pour améliorer la vie des personnes aveugles en Inde.
- Arun Krishnamurthy, Inde. Restaurer les lacs urbains en Inde

### 2010

#### Jeunes Lauréats
- Jacob Colker, États-Unis,. de Faciliter les dons par les utilisateurs de smartphone à des organismes de bienfaisance, des scientifiques et des organismes communautaires.
- Reese Fernandez, Philippines. Aider des populations pauvres à gagner un salaire décent par la revalorisation de déchets, en accessoires de mode[1],[4].
- Nnaemeka Ikegwuonu, Nigeria. Améliorer la vie des agriculteurs du Nigeria à travers le développement d'un système interactif, une radio rurale à vocation de service.
- Piyush Tewari. Inde.Former un réseau d'officiers de police et des bénévoles afin de fournir rapidement des soins médicaux pour les victimes de la route à Delhi.
- Bruktawit Tigabu. Éthiopie. S'attaquer au taux de mortalité des enfants en Éthiopie, à travers une série télévisée conçu pour enseigner aux enfants des principes d'hygiène et de santé [7].

### 2008

#### Lauréats
- Talal Akasheh. Jordanie. Préserver la ville antique de Pétra contre les ravages du temps et du tourisme.
- Tim Bauer, Philippines. Réduire la pollution de tricycles motorisés dans les villes d'Asie.
- Andrew McGonigle, Italie. Développer un moyen de prédire les éruptions volcaniques à l'aide d'un  hélicoptère télé-commandé.
- Andrew Muir, Afrique du Sud. Proposer des formations et des emplois pour les jeunes orphelins à la suite de l'épidémie de Sida.
- Elsa Zaldívar, Paraguay. Combiner luffa et  déchets de plastique pour construire à faible coût des logements.

#### Lauréats Associés
- Alexis Belonio, Philippines.Utiliser des déchets, des balles de riz, comme  énergie pour la cuisson.
- Arthur González, Mexique. Explorer des grottes inondées pour découvrir et étudier des vestiges de l'Âge de glace.
- Rodrigo Medellín, Mexique. Sauver les chauves-souris menacées par la protection et l'éducation.
- Moji Riba, Inde. Protéger l'héritage des habitants d'Arunachal Pradesh.
- Romulus Whitaker, Royaume-Uni/Inde. Établir un réseau de stations de recherche sur la forêt tropicale en Inde.

### 2006

#### Lauréats
- Alexandra Lavrillier, Sibérie. Établir une école itinérante pour relancer une culture qui disparaît.
- Brad Norman, Australie. Créer un système d'identification pour protéger le requin-baleine.
- Pilai Poonswad, Thaïlande.  57/5000 Sauver les calmars menacés et leur habitat en Thaïlande.
- Chanda Shroff, Inde. Relancer la broderie traditionnelle à la main pour créer un revenu durable pour les femmes.
- Rory Wilson, Royaume-Uni. Utilisez la technologie mobile pour suivre comment les animaux sauvages utilisent leur énergie.

#### Lauréats Associés
- Cristian Donoso, Patagonie. Rassemblez l'essentiel des connaissances sur la région peu connue de la Patagonie occidentale.
- Zenón Gomel Apaza, Pérou. Transformer les communautés des Andes par le biais de l'agriculture traditionnelle.
- Shafqat Hussain, Pakistan. Développer une assurance pour le bétail et l'écotourisme au Pakistan.
- Runa Khan, Bangladesh. Développer un «musée vivant» de bateaux traditionnels pour préserver ce métier national.
- Julien Meyer, France. Faire revivre les langues sifflées, le mode chanté des instruments de musique traditionnels et les mots onomatopéiques inspirés des appels animaux..

### 2004

#### Lauréats
- Lonnie Dupré, États-Unis. Sensibiliser au réchauffement climatique via une traversée de l'Arctique.
- Claudia Feh, Suisse. Réintroduire les chevaux Przewalski en voie d'extinction dans leur habitat naturel en Mongolie et améliorer la vie des populations nomades locales.
- David Lordkipanidze, Géorgie. Transformez la pensée sur l'évolution humaine par des découvertes archéologiques.
- Teresa Manera, Argentine. Enregistrer une collection unique de traces d'animaux préhistoriques.
- Kikuo Morimoto, Japon. Relancer la production de la soie dans le Cambodge ravagé par la guerre.

### 2002

#### Lauréats
- Michel André, France. Créer un système pour protéger les baleines des collisions avec des navires.
- José Márcio Ayres, Brésil. Combiner la protection de la forêt amazonienne avec les besoins humains de revenus durables.
- Dave Irvine-Halliday, Canada. Fournir des systèmes d'éclairage LED à faible coût aux personnes dans les pays en développement sans approvisionnement en électricité.
- Lindy Rodwell, Afrique du Sud. Créer un réseau panafricain pour protéger les grues de paradis et caronculées.
- Gordon Sato, États-Unis. Favoriser la mangrove et la plantation de palétuviers, comme base du développement durable en Érythrée [1].

### 2000

#### Lauréats
- Elizabeth Nicholls, Canada. Extraire les restes fossilisés de vieux fossiles marins de plus de 220 millions d'années.
- Mohammed Bah Abba, Nigeria.  67/5000 Fournir un système de refroidissement alimentaire innovant aux populations nigérianes les plus pauvres.
- Maria Eliza Manteca Oñate, Équateur. Promouvoir l'agriculture durable dans les Andes.
- Laurent Pordié, France. Promouvoir la médecine tibétaine dans le Ladakh.
- David Schweidenback, États-Unis. Redistribuer des vélos usagés pour les pays en développement.

#### Lauréats Associés
- Luc-Henri Fage, France. Protéger les anciennes peintures rupestres dans les grottes de l'est de Kalimantan (Bornéo).
- Bernard Francou, France. Étude d'un glacier pour approfondir les connaissances sur les phénomènes  d'El Niño et de réchauffement climatique.
- Anabel Ford, États-Unis. Élaborer une stratégie de conservation appelée Archaeology Under the Canopy, qui a pour but la conservation de la forêt maya.
- Rohan Pethiyagoda, Sri Lanka. Protéger la biodiversiré au Sri Lanka, par le maintien des pistes de terre pour soutenir les espèces en voie de disparition.
- Reuven Yosef, Israël. Établir un sanctuaire le long de la plus grande route des oiseaux migrateurs au monde